# Vieiras
Vieiras é um município brasileiro do interior do estado de Minas Gerais.

## História
Localizado na zona da mata mineira,o município de Vieiras surgiu a partir de seu desmembramento do Município de Miradouro, tendo a emancipação ocorrida em 1953. O nome do município é uma homenagem ao desbravador, tenente Lucas Vieira.

## Economia
Vieiras está localizada em área predominantemente cafeeira. Sua economia se baseia em cultivo e beneficiamento de café.
Recentemente, a piscicultura ganha espaço na cidade, bem como a prefeitura atualmente por meio de um convênio com o Banco do Brasil, financia custeios e investimentos em várias áreas de consumo de café, leite e peixes ornamentais impulsionando assim, a produção e o avanço do município através desses importantes investimentos. Também com a vinda de uma grande fábrica de roupas, instalada no galpão do PRONAF, e a Eco-X instalada a pouco mais de 1 km da cidade, traz empregos e distribuição de renda entre os vieirenses.
Vieiras possui um distrito, Santo Antônio do Glória, que possui grande atividade leiteira. Outra atividade de muita expressão no distrito é a piscicultura.
O município também é conhecido pela medicina alternativa, prática fortemente difundida na zona rural, que busca tratar as mais diversas enfermidades com plantas e ervas naturais.

## Lista de escolas
Escola Estadual Assis Brasil
Escola Municipal José Soares de Souza Filho
Creche Proinfância
Escola Municipal Anísio Acelino de Andrade
Escola Municipal Canuto Ribeiro